# Enge IJssel
Pour les articles homonymes, voir IJssel (homonymie).
L'Enge IJssel — en français : l'Yssel étroit — est une petite rivière néerlandaise de la province d'Utrecht. 
La longueur de l'Enge IJssel est de 4,25 km.

## Cours
L'Enge IJssel traverse le Lopikerwaard. Elle forme la continuation du Kromme IJssel vers l'ouest, à partir du lieu-dit du Klaphek. Historiquement, c'est l'endroit où l'Yssel hollandais était relié au Lek. Ensuite, la rivière passe à Lopikerkapel et à Uitweg, où elle devient la Lopikerwetering.

### Source
- (nl) Cet article est partiellement ou en totalité issu de l’article de Wikipédia en néerlandais intitulé « Enge IJssel » (voir la liste des auteurs).